# Симоненко Валентин Костянтинович
Валентин Костянтинович Симоненко (нар. 4 липня 1940, Одеса, Українська РСР, СРСР) — радянський та український політичний і державний діяч. Голова Рахункової палати України у 1996—2011 роках, виконувач обов'язків Прем'єр-міністра України з 2 по 12 жовтня 1992 року. Депутат Верховної Ради УРСР 11-го скликання. Народний депутат України I та II скликання. Державний службовець I рангу.
Доктор економічних наук, професор, член-кореспондент Національної академії наук України, Герой України.

## Біографія
Народився 4 липня 1940 року в місті Одеса в робітничій сім'ї.
У 1957 поступив до Одеського інженерно-будівельного інституту, який закінчив у 1962 році за спеціальністю інженер-будівельник.

### Виробнича діяльність
Після інституту був направлений на будівництво Київської ГЕС, де працював майстром. Від лютого до серпня 1963 — інженер-конструктор Одеської кіностудії. Від серпня 1963 до вересня 1965 — інженер-конструктор проектного інституту «Укрдіпрогідроліз» у місті Одесі. Протягом 1965–1970 рр. працював інженером, старшим інженером, начальником цеху, начальником технічного відділу на Іллічівському заводі залізобетонних конструкцій. Член КПРС з 1969 року.
Від грудня 1970 до квітня 1973 — начальник виробничого відділу, директор заводу залізобетонних конструкцій № 3 тресту «Одесазалізобетон».
У 1973–1976 роках — завідувач відділу будівництва Одеського міського комітету Компартії України. До 1980 працював 1-м секретарем Приморського районного комітету Компартії України міста Одеси, а від березня 1980 до березня 1983 — 2-м секретарем Одеського міського комітету Компартії України.

### Політична діяльність
Від 18 березня 1983 до січня 1991 року — голова виконавчого комітету Одеської міської ради.
Від січня 1991 до 24 березня 1992 року — голова міської ради та голова виконавчого комітету міської ради міста Одеси. Народний депутат України I (до 18 червня 1992) та II скликання.
Від 24 березня до липня 1992 року — представник Президента України в Одеській області. 11 липня 1992 року призначений Першим віце-прем'єр-міністром України. Тоді ж очолив Соціально-економічну раду при Президенті України, а також став радником Президента України з соціально-економічних питань. Від 2 до 12 жовтня 1992 року виконував обов'язки прем'єр-міністра України.
З 4 грудня 1996 року — Голова Рахункової палати України. Завдяки його зусиллям Рахункова палата України стала дійсним членом Міжнародної та Європейської організацій вищих органів фінансового контролю. На другій сесії Ради вищих органів фінансового контролю країн СНД прийняв повноваження голови ради. 11 грудня 2003 року призначений Верховною Радою України на посаду Голови Рахункової палати на другий термін. 7 липня 2011 року звільнений у зв'язку із закінченням терміну повноважень.
Від літа 2006 року є членом Ради цивільно-політичного об'єднання «Український форум». Весною 2009 увійшов до ради Громадянського руху «Нова Україна».

### Наукова діяльність
Кандидатська дисертація: «Удосконалення організаційно-економічного управління великим містом» (1992). Докторська дисертація: «Удосконалення управління соціально-економічними процесами в регіонах» (1996).
Заслужений економіст України. Член-кореспондент Національної академії наук України. Член Академії економічних наук України. Лауреат Державної премії України в галузі науки і техніки за цикл робіт з проблем регіональної та соціально-економічної політики (2003). Почесний академік Міжнародної Кадрової Академії (2004). Член Національної спілки журналістів України.
З 2011 року очолює Наглядову раду Одеської національної наукової бібліотеки. Займається викладацькою діяльністю, працюючи на посаді професора кафедри фінансового аналізу і контролю Київського національного торговельно-економічного університету.
Автор понад 200 наукових праць, з проблем соціально-економічного розвитку України, становлення ринкової економіки, регіональної політики, формування і виконання державних бюджетів, ролі виконавчих і законодавчих органів у цьому процесі тощо, зокрема книг:
- «Украину возродят регионы» (1995)
- «Украинское Причерноморье: потенциальные возможности и перспективы развития» (1996)
- «Регионы Украины — проблемы развития» (1997)
- «Покаяние?!» (1997)
- «Основи економічної теорії» (2000)
- «Основи єдиної системи державного фінансового контролю в Україні» (2006)
- «Пятилетки независимости: Экономические эссе» (2007)
- «Пятилетка „враздрай“: Экономические эссе» (2011)

### Захоплення
У 1975 році допоміг заснувати альпіністський клуб «Одеса» на базі ДСТ «Авангард». Згодом стає Президентом Федерації альпінізму і скелелазіння України. З 1995 року — президент громадської організації "Альпіністський клуб «Одеса». Під його керівництвом Альпклуб стає одним із провідних в Україні.
Один з головних організаторів українських гімалайських експедицій на вершини Аннапурна I (1996 рік, 8091 м), Чо-Ойю (1997 рік, 8201 м), Пуморі (1998 рік, 7161 м) та Ама-Даблам (1998 рік, 6856 м). Організатор та керівник першої української національної експедиції «Еверест-99». Також проводив національні експедиції «Україна-Гімалаї-2001» (Манаслу, 8163 м), «Україна-Гімал-2007» (Гімалчулі, 7893 м) та «Україна-Макалу-2010» (Макалу, 8463 м).
Майстер спорту з альпінізму, заслужений тренер України (1999).

### Сім'я
- Батько: Симоненко Костянтин Давидович (1908–1958)
- Мати: Симоненко Олександра Іванівна (1914–1991)
- Брат: Симоненко Володимир Костянтинович (1935–1998)
- Дружина: Адажиєва Інна Олексіївна (1938–2002)
  - Син: Симоненко Сергій Валентинович (нар. 1963) — керівник підприємства «Держгідрографія».
  - Син: Симоненко Костянтин Валентинович (нар. 1974) — депутат Київської міської ради, адвокат.
- Дружина: Таратута Ольга Євгенівна — дизайнер, власник бренду «Модесса».

## Нагороди
- Орден Трудового Червоного Прапора (1976)
- Орден Дружби народів (1981)
- Почесна грамота Президії Верховної Ради УРСР
- Орден «За заслуги» III ступеня (1996)
- Орден «За заслуги» II ступеня (№ 805/99 від 6 липня 1999) — за високі спортивні досягнення, мужність і самовідданість, виявлені під час спортивного сходження на найвищу вершину світу Еверест[6]
- Звання «Заслужений тренер України» (1999) — за розвиток альпінізму в Україні, підготовку висококласних альпіністів
- Звання «Заслужений економіст України» (№ 736/2000 від 31 травня 2000) — за вагомі здобутки в трудовій і професійній діяльності[7]
- Лауреат Державної премії України в галузі науки і техніки за цикл робіт з проблем регіональної та соціально-економічної політики (2003)
- Орден «За заслуги» I ступеня (2004)
- Орден князя Ярослава Мудрого V ступеня (№ 753 від 15 вересня 2006) — за вагомий особистий внесок у забезпечення дієвого контролю за раціональним використанням коштів Державного бюджету України, багаторічну сумлінну працю та з нагоди 10-ї річниці утворення Рахункової палати[8]
- Орден Дружби (Росія) (№ 1237 від 5 листопада 2009) — за великий внесок у зміцнення російсько-української співпраці у сфері фінансового контролю[9]
- Звання Герой України з врученням ордена Держави (№ 1008/2009 від 3 грудня 2009) — за визначний особистий внесок у державне будівництво України, становлення та утвердження Рахункової палати як конституційного органу незалежного фінансового контролю[10]
- Орден «За розбудову України» ім. М. Грушевського IV ступеня
- Почесна грамота Верховної Ради України
- Почесний громадянин Одеси (2019)[11]

## Пам'ять
4 липня 2010 року в Наводницькому парку в Києві, на честь Героя України Валентина Симоненка було посаджено алею, про що свідчить пам'ятний камінь.

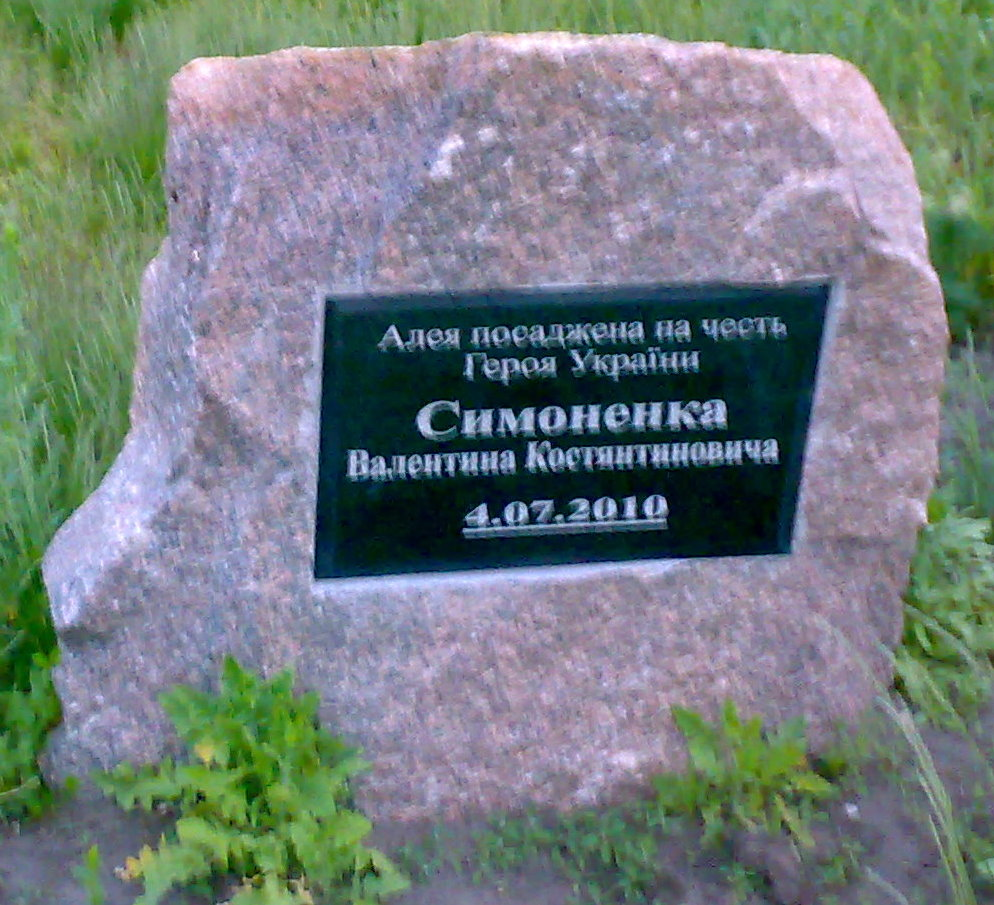
Пам'ятний камінь